# Geremias Fontes

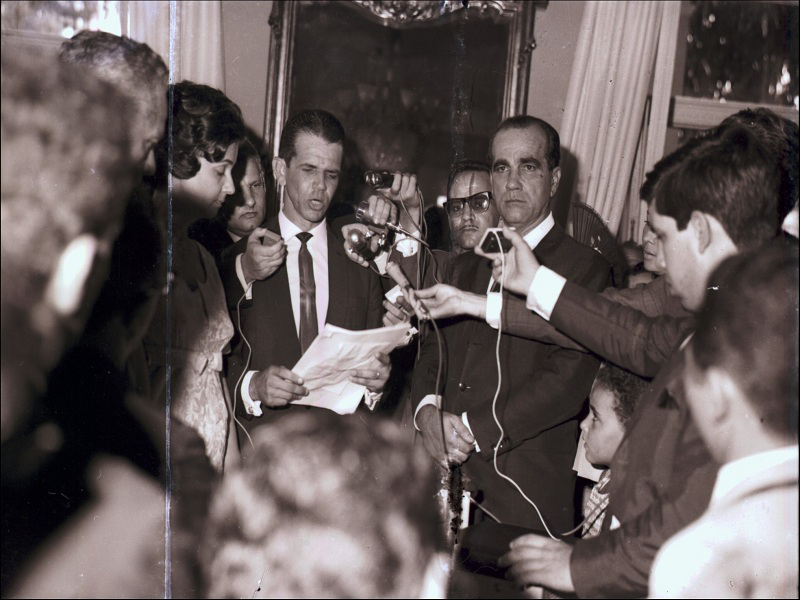
Foto da posse no governo do Rio de Janeiro.

Geremias de Mattos Fontes ou simplesmente Geremias Fontes (São Gonçalo, 28 de junho de 1930 — Niterói, 2 de março de 2010) foi um pastor, advogado e político brasileiro.
Formou-se em direito pela Faculdade de Direito de Niterói, em 1954, e após ter sido secretário municipal, candidatou-se a prefeito de São Gonçalo, na eleição de 1958, sendo eleito para o mandato de 1959 a 1962, vinculado ao Partido Democrata Cristão (PDC).
Filiou-se ao Partido Trabalhista Brasileiro (PTB), candidatando-se a deputado federal pelo estado do Rio de Janeiro, sendo novamente eleito, com amplo apoio dos evangélicos. Voltou ao PDC mas, com a instituição do bipartidarismo, filiou-se à recém-criada Aliança Renovadora Nacional (ARENA).
Em 1966 foi indicado pelo regime militar para ocupar o cargo de governador fluminense, cargo que exerceu de 31 de janeiro de 1967 a 31 de março de 1971, voltando após à advocacia e às suas atividades sociais.
Geremias era pastor da Igreja Batista do Calvário e presidente da Comunidade S8, que atua na prevenção e tratamento de dependentes químicos.